# Цзян Хайци
Цзян Хайци́ (кит. упр. 蒋海琦, пиньинь Jiǎng Hǎiqí, род. 17 января 1992) — китайский пловец, призёр Олимпийских игр.
Цзян Хайци родился в 1992 году в Шанхае. В 2010 году завоевал две золотых медали Азиатских игр. В 2012 году Цзян Хайци стал обладателем бронзовой медали Олимпийских игр.
В 2015 году завершил спортивную карьеру. С 2018 года работает речным полицейским в Шанхае.